# New York (Texas)
New York è una comunità non incorporata della contea di Henderson, Texas, Stati Uniti, situata a circa 11 miglia ad est di Athens.

## Geografia fisica
New York si trova all'incrocio tra la FM 804 e la FM 607 in una parte stereotipicamente collinare del Texas orientale, circondata per lo più da terreni agricoli. Si trova a 87 miglia a est di Dallas.